# الرابطة البرلمانية 1967–68
الرابطة البرلمانية 1967–68 (بالإنجليزية: 1967–68 Isthmian League)‏ هو موسم من دوري إسثميان. فاز فيه نادي إِنفيلد ‏.